# Ambassade d'Algérie en Turquie
L'ambassade d'Algérie en Turquie est la représentation diplomatique de l'Algérie en Turquie, qui se trouve à Ankara, la capitale du pays.

## Ambassadeurs d'Algérie en Turquie
- Benmahmoud : ???-1986
- Mohamed EL Hadi Hamdadou : 1986-1988
- Mohamed Bouri : ???-2019
- Lahcen Boufares : 2019-2020
- Mourad Adjabi : 2020-2021
- Sofiane Mimouni (en) : 2021-2023
- Amar Belani : Depuis 2023[1]